# Garcia II do Congo
Garcia II (1615-1660) foi o manicongo do Reino do Congo entre 22 de fevereiro de 1641 até 23 de janeiro de 1660. Antes de ser rei havia sido governador e marquês de Quiva.

## Primeiros anos
Nascido em 1615, foi irmão de D. Álvaro VI e descendente de D. Ana Antumba, filha do rei D. Afonso I.
Conhecido em sua juventude como D. Garcia Oquimbaco, acompanhou seu irmão D.Álvaro no golpe de derrubou o jovem e enfraquecido rei D.Álvaro IV. Ele também ajudou o rei D. Álvaro V á lutar contra um governador rebelde ao lado do irmão. Após serem nomeados como governadores de duas poderosas regiões, o rei D. Álvaro V conspirou contra os dois por medo de suas influências ofuscarem a ele próprio.
Após saber disso, os irmãos lideraram um novo golpe de estado contra o rei, que foi deposto e posteriormente decapitado. D. Álvaro foi nomeado rei com o nome de D. Álvaro VI e reinou até 1641, quando faleceu. Após sua morte D. Garcia foi nomeado rei, adiando á coroação de seu sobrinho D. Pedro, que serviu como príncipe-herdeiro até sua morte em 1648.

## Reinado
Garcia foi o segundo rei da casa de Quinzala e poucos meses após subir ao trono, Luanda foi invadida e dominada pelos holandeses no contexto da Guerra dos Oitenta Anos. Ele logo fez uma aliança com os holandeses, descartando a antiga aliança política e religiosa com os portugueses. Durante o início de seu reinado, o conde D. Daniel da Silva de Soyo declarou a separação do condado ao resto do reino. Com isso deu-se início á Primeira Guerra Civil do Reino do Congo, que durou de 1641 até 1645, quando o rei reconhece a soberania e independência de Soyo. 
Em 15 de agosto de 1648, os portugueses reconquistam Luanda e tomam conhecimento da aliança dos invasores feita com o D. Garcia II. Os portugueses quase declararam guerra ao Congo, mas logo uma conferência de paz ocorre e é seguida de um acordo pouco tempo depois. No acordo o rei teve de ceder a soberania da Ilha de Luanda aos portugueses, ainda tendo que assinar um tratado onde o mesmo se comprometia a não realizar alianças e diplomacia com os Países Baixos e a Espanha, já que na época os reinos de Portugal e Espanha estavam em guerra. Outro comprometimento seria de ceder as montanhas do reino para a exploração portuguesa de matais preciosos, como a prata e cobre. 
Em 1650 o papa Gregório XV envia um grupo de padres capuchinhos para realizar missões no Congo. Na mesma época o rei entra em uma disputa com os nobres e o Conselho Real, já que a monarquia congolesa ainda dependia de um conselho de nobres e eleitores para o rei. Garcia tentou obter apoio de Roma para sua campanha de tonar hereditária a monarquia e exilou seu sobrinho e herdeiro Pedro de Sundi. Mesmo assim, todos seus esforços foram em vão. Um anos depois em 1654, o rei entra em conflito com os capuchinhos, já que o padre italiano Jacinto de Vetralla criticou o rei e afirmou que ele tinha "má conduta" e  era adepto de "crendices tradicionais", coisa que o irritou profundamente. O manicongo acusou os capuchinhos ao governo de Luanda de traição e estarem sendo espiões de holandeses e espanhóis. Foi feita uma investigação e os padres foram inocentados. Após este vergonhoso ter ocorrido para o rei, ele teve de assinar um tratado de desculpas e de paz em 1657 com os portugueses, além de os indenizar o clero, já que sua acusação contra os padres foi vista quase como uma declaração de guerra.
Garcia teve muitas decisões tirânicas em seu reinado, pois odiava os portugueses e todos que declarassem apoio aos mesmo eram executados, inclusive seu filho e herdeiro, D. Afonso, que foi condenado à morte por supostamente conspirar contra seu pai com apoio lusitano. O rei também chegou a uma quase guerra com os portugueses devido ao não cumprimento da clausula assinada em 1649 que cedia as montanhas do reino á exploração.
Dom Garcia II do Congo faleceu em 1660 com 45 anos, sendo sucedido por seu sobrinho António I.

## Família
D. Garcia teve a tutela de seu sobrinho, D. Pedro, Duque de Sundi, como herdeiro até sua morte em 1648. Posteriormente seu filho D. Afonso se tornou herdeiro, mas este foi condenado à morte por ordens de Garcia II. Ao final seu sobrinho D. António se tornou seu sucessor. Garcia também teve uma filha, D. Ana, que se casou com Pedro III, um dos reclamantes ao trono durante a guerra civil (1665-1709). Sua irmã D. Ana Afonso de Leão também foi uma poderosa soberana e reclamante ao trono congolês.  
Pesquisadores e genealogistas propõe que pode ter sido bisavô materno do quilombola brasileiro Zumbi dos Palmares.  